# Nati il 2 aprile
| Questa pagina contiene informazioni ricavate automaticamente dalle voci biografiche con l'ausilio del template Bio e di un bot. L'aggiornamento è periodico e automatico e ricostruisce completamente la pagina. Se manca una persona in questa lista, sei pregato di non aggiungerla, ma accertati piuttosto che la sua voce biografica contenga il template Bio e che i dati anagrafici siano correttamente compilati. Se il template Bio manca, inseriscilo tu stesso o, in alternativa, metti l'avviso {{tmp\|Bio}} che ne segnala la mancanza. Se i dati riportati sono sbagliati, correggi direttamente la voce biografica; le modifiche saranno visibili in questa lista entro pochi giorni. Per chiarimenti vedi il progetto biografie. La lista contiene solo le 1.183 persone che sono citate nell'enciclopedia e per le quali è stato implementato correttamente il template Bio. Pagina aggiornata al 17 ago 2025. |

## VIII secolo(1)
- 742 - Carlo Magno, sovrano franco († 814)

## XIV secolo(2)
- 1346 - Estorre Visconti, italiano († 1413)
- 1348 - Andronico IV Paleologo, imperatore bizantino († 1385)

## XV secolo(1)
- 1473 - Giovanni Corvino, nobile ungherese († 1504)

## XVI secolo(11)
- 1502 - Susanna di Baviera, nobile († 1543)
- 1511 - Ashikaga Yoshiharu, militare giapponese († 1550)
- 1514 - Guidobaldo II della Rovere, nobile e condottiero italiano († 1574)
- 1521 - Antonio Canal, ammiraglio e politico italiano († 1577)
- 1546 - Elisabetta di Valois, principessa francese († 1568)
- 1565 - Muzio Pansa, medico e letterato italiano († 1628)
- 1565 - Cornelis de Houtman, esploratore e navigatore olandese († 1599)
- 1566 - Maria Maddalena de' Pazzi, monaca cristiana, mistica e santa italiana († 1607)
- 1578 - Francesco Amico, teologo italiano († 1651)
- 1586 - Pietro Della Valle, scrittore italiano († 1652)
- 1587 - Virginia Centurione Bracelli, religiosa italiana († 1651)

## XVII secolo(19)
- 1602 - María di Ágreda, religiosa e mistica spagnola († 1665)
- 1614 - Dodo, principe e generale cinese († 1649)
- 1618 - Francesco Maria Grimaldi, gesuita, fisico e astronomo italiano († 1663)
- 1619 - Anna Sofia del Palatinato-Zweibrücken-Birkenfeld, religiosa tedesca († 1680)
- 1619 - Onofrio Gabrieli, pittore italiano († 1706)
- 1622 - Juan Torrecillas y Ruiz de Cárdenas, arcivescovo cattolico spagnolo († 1688)
- 1637 - Pietro Lion, vescovo cattolico italiano († 1697)
- 1640 - Leodegar Bürgisser, abate svizzero († 1717)
- 1640 - Gian Giordano Gonzaga, nobile italiano († 1677)
- 1647 - Maria Sibylla Merian, naturalista e pittrice tedesca († 1717)
- 1648 - Cornelis Huysmans, pittore tedesco († 1727)
- 1651 - Fabrizio Paolucci, cardinale e arcivescovo cattolico italiano († 1726)
- 1653 - Giorgio di Danimarca, nobile († 1708)
- 1654 - Heinrich Christoph Fehling, pittore tedesco († 1725)
- 1672 - Charles Bridges, pittore britannico († 1747)
- 1684 - Henry Somerset, II duca di Beaufort, nobile e politico inglese († 1714)
- 1691 - Cristiano Ernesto di Stolberg-Wernigerode, politico e nobile tedesco († 1771)
- 1693 - George Keith, X conte maresciallo, ufficiale e diplomatico scozzese († 1778)
- 1697 - Gaetano Casanova, attore teatrale e ballerino italiano († 1733)

## XVIII secolo(43)
- 1713 - Pier Francesco Foggini, antiquario, storico e archeologo italiano († 1783)
- 1719 - Vincenzo Legrenzio Ciampi, compositore italiano († 1762)
- 1719 - Johann Wilhelm Ludwig Gleim, poeta tedesco († 1803)
- 1719 - Franz Anton Hillebrandt, architetto austriaco († 1797)
- 1725 - Giacomo Casanova, avventuriero, letterato e agente segreto italiano († 1798)
- 1733 - Giacomo Tritto, compositore italiano († 1824)
- 1739 - Camillo Marcolini-Ferretti, nobile italiano († 1814)
- 1740 - Armand-Gaston Camus, politico francese († 1804)
- 1744 - Tommaso Silvestri, presbitero e educatore italiano († 1789)
- 1745 - Richard Bassett, politico e avvocato statunitense († 1815)
- 1745 - Franz de Paula Triesnecker, astronomo austriaco († 1817)
- 1752 - Carl Ludwig von Hablitz, botanico prussiano († 1821)
- 1752 - Giovanni Vincenzo Virginio, avvocato e agronomo italiano († 1830)
- 1755 - Emmanuel-Étienne Du Villard de Durand, economista svizzero († 1832)
- 1760 - Jean Léchelle, generale francese († 1793)
- 1761 - Elizabeth Whitlock, attrice teatrale inglese († 1836)
- 1763 - Angelo Zendrini, matematico italiano († 1849)
- 1765 - Ambroise-Polycarpe de La Rochefoucauld, politico e nobile francese († 1841)
- 1767 - Francesco Ferrara, presbitero e scienziato italiano († 1850)
- 1770 - Pasquale Galluppi, filosofo italiano († 1846)
- 1770 - Alexandre Sabes Pétion, militare e politico haitiano († 1818)
- 1771 - Heinrich Christoph Kolbe, pittore tedesco († 1836)
- 1772 - John Abercromby, politico e militare britannico († 1817)
- 1773 - Juan Domingo de Monteverde, generale spagnolo († 1832)
- 1778 - Maximus Givaid, patriarca cattolico egiziano († 1831)
- 1786 - Luigi Brandani, fantino italiano († 1843)
- 1787 - Jacques Lisfranc de St. Martin, medico francese († 1847)
- 1788 - Francisco Balagtas, poeta filippino († 1862)
- 1788 - Paul-Antoine Cap, farmacologo e naturalista francese († 1877)
- 1791 - David Henshaw, politico statunitense († 1852)
- 1792 - Samuele Biava, poeta italiano († 1870)
- 1792 - Francisco de Paula Santander, generale e politico colombiano († 1840)
- 1793 - Thomas Addison, medico e scienziato britannico († 1860)
- 1794 - Charles Greville, scrittore e politico britannico († 1865)
- 1795 - Ignace Brice, pittore belga († 1866)
- 1795 - Etienne-Jean Georget, psichiatra francese († 1828)
- 1797 - John Peter Gassiot, imprenditore britannico († 1877)
- 1797 - Franz von Wimpffen, generale e ammiraglio austriaco († 1870)
- 1798 - August Heinrich Hoffmann von Fallersleben, scrittore tedesco († 1874)
- 1799 - François Victor Masséna, nobile e ornitologo francese († 1863)
- 1799 - Charles Yorke, IV conte di Hardwicke, ammiraglio e politico inglese († 1873)
- 1800 - Juan Francisco de Vidal, politico peruviano († 1863)
- 1800 - Andrzej Artur Zamoyski, nobile e politico polacco († 1874)

## XIX secolo(166)
- 1802 - Filippo Canuti, patriota italiano († 1866)
- 1802 - Nicola Nacciarone, pianista, docente e compositore italiano († 1876)
- 1803 - Franz Lachner, compositore e direttore d'orchestra tedesco († 1890)
- 1804 - Cesare Malpica, giornalista, viaggiatore e poeta italiano († 1848)
- 1805 - Hans Christian Andersen, scrittore e poeta danese († 1875)
- 1806 - Giacomo Antonelli, cardinale italiano († 1876)
- 1806 - Friedrich Halm, scrittore e bibliotecario austriaco († 1871)
- 1807 - John Mitchell Kemble, filologo e storico britannico († 1857)
- 1809 - Francesco Arborio Mella di Sant'Elia, generale italiano († 1869)
- 1809 - Gesualda Malenchini, patriota, educatrice e filantropa italiana († 1894)
- 1809 - Allen Thomson, anatomista scozzese († 1884)
- 1811 - Antonio Caveri, politico e giurista italiano († 1870)
- 1812 - John Forster, critico letterario, scrittore e biografo inglese († 1876)
- 1812 - Giulio di Lippe-Biesterfeld, nobile tedesco († 1884)
- 1815 - Charles-Marie-Esprit Espinasse, generale e politico francese († 1859)
- 1817 - Erastus Dow Palmer, scultore statunitense († 1904)
- 1817 - Teodulo Mabellini, compositore italiano († 1897)
- 1818 - Carlo Maciachini, architetto italiano († 1899)
- 1818 - Luigi Mariotti, vescovo cattolico italiano († 1890)
- 1820 - Willoughby Weiss, basso e compositore inglese († 1867)
- 1821 - Roberto Pasca, militare italiano († 1897)
- 1822 - Donato Partini, fantino italiano († 1894)
- 1822 - Ubaldino Peruzzi, politico italiano († 1891)
- 1822 - Luis Sáenz Peña, politico e avvocato argentino († 1907)
- 1822 - Giuseppina Turrisi Colonna, poetessa e traduttrice italiana († 1848)
- 1823 - Giuseppe Libertini, patriota italiano († 1874)
- 1823 - John Edmond Owens, attore teatrale inglese († 1886)
- 1826 - Giorgio II di Sassonia-Meiningen, sovrano tedesco († 1914)
- 1827 - Luigi Gualtieri, scrittore e librettista italiano († 1901)
- 1827 - William Holman Hunt, pittore inglese († 1910)
- 1831 - Floriano Del Zio, patriota e politico italiano († 1914)
- 1831 - Caterina Vogoride-Conachi, nobile e rivoluzionaria rumena († 1870)
- 1833 - Emilio Alemagna, architetto e ingegnere italiano († 1910)
- 1833 - Thomas H. Ruger, generale statunitense († 1907)
- 1834 - Francisco García Calderón, politico peruviano († 1905)
- 1835 - William Eden Nesfield, architetto e designer inglese († 1888)
- 1836 - Felice Sismondo, militare e politico italiano († 1912)
- 1837 - George Nelson Cheney, scacchista e compositore di scacchi statunitense († 1861)
- 1838 - Léon Gambetta, politico francese († 1882)
- 1838 - Josef Kalousek, storico ceco († 1915)
- 1838 - H. G. van de Sande Bakhuyzen, astronomo olandese († 1923)
- 1839 - Cecrope Barilli, pittore italiano († 1911)
- 1840 - Carlo Desideri, scienziato italiano († 1878)
- 1840 - Émile Zola, scrittore, giornalista e saggista francese († 1902)
- 1841 - Clément Ader, ingegnere, inventore e pioniere dell'aviazione francese († 1925)
- 1841 - Francesco Paolo Carrano, arcivescovo cattolico italiano († 1915)
- 1842 - Domenico Savio, santo italiano († 1857)
- 1843 - Otto Bollinger, patologo tedesco († 1909)
- 1843 - Karl Koester, patologo tedesco († 1904)
- 1844 - Ulisse Carlo Bascherini, vescovo cattolico italiano († 1933)
- 1846 - Eugenio Faina, politico e militare italiano († 1926)
- 1847 - Edouard Adam, pittore francese († 1929)
- 1847 - Arthur Dalrymple Fanshawe, ammiraglio inglese († 1936)
- 1847 - Edward Leach, generale irlandese († 1913)
- 1848 - Pietro D'Ayala Valva, nobile e politico italiano († 1923)
- 1848 - Robert V. Ferguson, attore scozzese († 1913)
- 1848 - Raoul Mesnier de Ponsard, ingegnere portoghese († 1914)
- 1849 - Attilio Brunialti, costituzionalista, geografo e politico italiano († 1920)
- 1850 - Charles Giron, pittore svizzero († 1914)
- 1850 - Nunzio Nasi, politico italiano († 1935)
- 1850 - Selma Nicklaß-Kempnert, soprano e insegnante tedesca († 1928)
- 1850 - William Richardson Linton, botanico inglese († 1908)
- 1850 - Alexandre Vallaury, architetto ottomano († 1921)
- 1851 - Adol'f Davidovič Brodskij, violinista e insegnante russo († 1929)
- 1851 - Heinrich Hoeftman, medico tedesco († 1917)
- 1853 - Antonio Cavalieri Ducati, ingegnere e imprenditore italiano († 1927)
- 1853 - Max Leenhardt, pittore francese († 1941)
- 1854 - Giovanni Bordiga, matematico italiano († 1933)
- 1854 - Beniamino Spirito, avvocato e politico italiano († 1934)
- 1856 - Eugenio Spreafico, pittore italiano († 1919)
- 1859 - Anatole Le Braz, poeta e traduttore francese († 1926)
- 1859 - Léon Rom, militare belga († 1924)
- 1859 - Pellegrino Francesco Stagni, arcivescovo cattolico italiano († 1918)
- 1860 - Vittorio Meano, architetto italiano († 1904)
- 1860 - Luigi Parmeggiani, anarchico, falsario e antiquario italiano († 1945)
- 1860 - Zheng Xiaoxu, politico, diplomatico e calligrafo cinese († 1938)
- 1861 - Ernest van Dyck, tenore belga († 1923)
- 1861 - Attilio Muggia, ingegnere e architetto italiano († 1936)
- 1861 - Richard Reitzenstein, filologo classico tedesco († 1931)
- 1862 - Giovanni Battista Arista, vescovo cattolico italiano († 1920)
- 1862 - Nicholas Murray Butler, filosofo, diplomatico e politico statunitense († 1947)
- 1862 - Bryan Mahon, militare e politico irlandese († 1930)
- 1863 - Vittorio Brondi, politico italiano († 1932)
- 1863 - Mabel Cahill, tennista irlandese († 1905)
- 1863 - Agustín de Iturbide y Green, nobile e politico messicano († 1925)
- 1863 - Vittorio Spinazzola, archeologo italiano († 1943)
- 1864 - José Maria Veloso Salgado, pittore portoghese († 1945)
- 1866 - Vladimir Ivanovič Bel'skij, poeta e librettista russo († 1946)
- 1866 - Xavier de Magallon, poeta, traduttore e politico francese († 1956)
- 1867 - Eugen Sandow, culturista e atleta di forza tedesco († 1925)
- 1869 - Hughie Jennings, giocatore di baseball e allenatore di baseball statunitense († 1928)
- 1870 - Walter Chaffe, tiratore di fune britannico († 1918)
- 1871 - Francesco Giovanelli, velista italiano († 1945)
- 1871 - Joseph W. Girard, attore statunitense († 1949)
- 1871 - Rudolf Wagner, calciatore austriaco († 1910)
- 1872 - Henri Leclerc, cavaliere francese († 1916)
- 1872 - Hans Lietzmann, pittore e disegnatore tedesco († 1955)
- 1874 - Francesco Chiesa, presbitero italiano († 1946)
- 1874 - Pompeo Fabri, pittore e restauratore italiano († 1959)
- 1874 - Frank Elmore Ross, astronomo e fisico statunitense († 1960)
- 1875 - Walter Chrysler, imprenditore statunitense († 1940)
- 1876 - William Donne, crickettista britannico († 1934)
- 1876 - Lluïsa Vidal i Puig, pittrice spagnola († 1918)
- 1876 - Ethel Lina White, scrittrice gallese († 1944)
- 1877 - Carl Lucas Alsberg, chimico e biologo statunitense († 1940)
- 1877 - Alberto Fava, ingegnere italiano († 1952)
- 1877 - Giuseppe Gerola, storico italiano († 1938)
- 1877 - José María Leyva, generale, politico e rivoluzionario messicano († 1956)
- 1877 - Ervin Mészáros, schermidore ungherese († 1940)
- 1877 - Arnold Schering, musicologo tedesco († 1941)
- 1877 - Yan Huiqing, scrittore, politico e diplomatico cinese († 1950)
- 1878 - Giuseppe Brezzi, ingegnere, dirigente d'azienda e politico italiano († 1958)
- 1878 - Edward Kasner, matematico statunitense († 1955)
- 1879 - Alessandro Moissi, attore austriaco († 1935)
- 1880 - Giorgio di Baviera, presbitero tedesco († 1943)
- 1881 - Diran Alexanian, violoncellista e docente armeno († 1954)
- 1881 - Luigi Sante Da Rios, fisico e matematico italiano († 1965)
- 1882 - Angelo Bacigalupi, politico e antifascista italiano († 1942)
- 1882 - Salvatore Messina, magistrato e giurista italiano († 1950)
- 1882 - Deneys Reitz, politico sudafricano († 1944)
- 1882 - Herbert von Dirksen, diplomatico tedesco († 1955)
- 1883 - Umberto Avattaneo, discobolo italiano († 1958)
- 1883 - Luigi Centoz, arcivescovo cattolico italiano († 1969)
- 1884 - Gösta Adrian-Nilsson, pittore svedese († 1965)
- 1884 - Paul Duboc, ciclista su strada francese († 1941)
- 1884 - Mario Girardon, giornalista, scrittore e editore italiano
- 1884 - Pietro Marincola, direttore di banda e compositore italiano († 1972)
- 1885 - Billy Hunter, allenatore di calcio scozzese († 1937)
- 1885 - Ekaterina Svanidze, georgiana († 1907)
- 1885 - Herman Sörgel, architetto e filosofo tedesco († 1952)
- 1886 - Reginald Barker, regista statunitense († 1945)
- 1886 - Francesco La Ferla, generale italiano († 1962)
- 1887 - Frithjof Skonnord, calciatore norvegese († 1971)
- 1887 - Maurice Vandendriessche, calciatore francese († 1959)
- 1888 - Vittorio Bertoldi, linguista e glottologo italiano († 1953)
- 1888 - Alessandro Brunoldi, calciatore e allenatore di calcio italiano († 1978)
- 1888 - Roger François Ducret, schermidore francese († 1962)
- 1888 - Arnaldo Feraboli, politico italiano († 1971)
- 1888 - Nicolai Kiær, ginnasta norvegese († 1934)
- 1888 - Antonio Signorini, matematico e ingegnere italiano († 1963)
- 1889 - Muhammad Jalaluddin Khan, principe indiano († 1936)
- 1889 - Paolo Palmisano, avvocato e politico italiano († 1966)
- 1890 - Pasquale d'Elia, sinologo, storico e missionario italiano († 1963)
- 1890 - György Doros, schermidore ungherese († 1945)
- 1890 - He Yingqin, generale e politico cinese († 1987)
- 1890 - Hideyoshi Obata, generale giapponese († 1944)
- 1890 - Agnes Straub, attrice tedesca († 1941)
- 1891 - Jack Buchanan, attore, cantante e regista scozzese († 1957)
- 1891 - Max Ernst, pittore e scultore tedesco († 1976)
- 1891 - Gerda Holmes, attrice statunitense († 1943)
- 1891 - Frank Howes, critico musicale britannico († 1974)
- 1892 - Robert Eyssen, ammiraglio tedesco († 1960)
- 1892 - Maurice Sandoz, scrittore svizzero († 1958)
- 1894 - Pietro Bianchi, calciatore italiano
- 1894 - Corrado Saralvo, antifascista e superstite dell'Olocausto italiano († 1983)
- 1894 - Georgij Michajlovič Stabovoj, regista cinematografico ucraino († 1968)
- 1895 - Elga Brink, attrice tedesca († 1985)
- 1895 - Emilia Salvioni, scrittrice italiana († 1968)
- 1895 - Tician Tabidze, poeta georgiano († 1937)
- 1896 - Oscar van Rappard, calciatore olandese († 1962)
- 1896 - Soghomon Tehlirian, politico armeno († 1960)
- 1897 - Ferdinando Fulgenzio Pasini, vescovo cattolico e missionario italiano († 1985)
- 1898 - Earl Duvall, fumettista statunitense († 1969)
- 1900 - Maria Cristina Bezzi-Scali, italiana († 1994)
- 1900 - Bernarde Laffaille, ingegnere francese († 1955)
- 1900 - Alfred Strange, calciatore inglese († 1978)

## XX secolo(898)
- 1901 - Andrea Cefaly junior, pittore italiano († 1986)
- 1901 - Luigi Froni, scultore italiano († 1965)
- 1901 - Ernst Hölder, matematico tedesco († 1990)
- 1901 - Josef Kuchař, calciatore cecoslovacco († 1986)
- 1901 - Louis Kuehn, tuffatore statunitense († 1981)
- 1901 - Edgar Mountain, mezzofondista britannico († 1985)
- 1902 - Edward Eliscu, poeta, produttore cinematografico e attore statunitense († 1998)
- 1902 - Marcelino Gálatas, calciatore filippino († 1994)
- 1902 - Carmen Lucia, sindacalista italiana († 1985)
- 1902 - Jan Tschichold, tipografo, scrittore e designer tedesco († 1974)
- 1903 - Carlo Clemente, giavellottista italiano († 1944)
- 1903 - Vincenzo De Chiara, vescovo cattolico italiano († 1984)
- 1903 - Gigino Gattuso, italiano († 1921)
- 1903 - Ralf Liivar, calciatore estone († 1990)
- 1904 - Karl Ragnar Gierow, regista, scrittore e traduttore svedese († 1982)
- 1904 - Ginevra Corinaldesi, medica italiana († 1997)
- 1904 - František Hochmann, calciatore cecoslovacco († 1986)
- 1905 - Kurt Herbert Adler, direttore d'orchestra austriaco († 1988)
- 1905 - Serge Lifar, ballerino e coreografo russo († 1986)
- 1906 - Stepan Spandarjan, cestista e allenatore di pallacanestro sovietico († 1987)
- 1907 - Harald Andersson, discobolo svedese († 1985)
- 1907 - Luke Appling, giocatore di baseball e allenatore di baseball statunitense († 1991)
- 1907 - Alfredo Giovine, scrittore, linguista e giornalista italiano († 1995)
- 1907 - Peter Jørgensen, pugile danese († 1992)
- 1907 - Karl Rahm, militare austriaco († 1947)
- 1908 - Buddy Ebsen, attore e ballerino statunitense († 2003)
- 1908 - William Kiernan, scenografo statunitense († 1973)
- 1908 - Vittorio Pasti, calciatore italiano
- 1908 - Ramon Vila Capdevila, anarchico, partigiano e guerrigliero spagnolo († 1963)
- 1909 - Alfred Büchi, ciclista su strada svizzero
- 1909 - Manuel Olivares, calciatore e allenatore di calcio spagnolo († 1976)
- 1910 - Gian Luigi Banfi, architetto e urbanista italiano († 1945)
- 1910 - Carlo Carretto, religioso italiano († 1988)
- 1910 - Giuseppe Cella, allenatore di calcio e calciatore italiano († 1998)
- 1910 - Arnie Herber, giocatore di football americano statunitense († 1969)
- 1910 - François de Selys Longchamps, diplomatico belga († 1983)
- 1910 - Anatolij Konstantinovič Serov, aviatore sovietico († 1939)
- 1910 - Otello Subinaghi, calciatore italiano († 1983)
- 1910 - Chico Xavier, scrittore e filantropo brasiliano († 2002)
- 1911 - Charles Coles, attore, cantante e ballerino statunitense († 1992)
- 1912 - Ollie O'Toole, attore statunitense († 1992)
- 1913 - Benny Lynch, pugile scozzese († 1946)
- 1914 - Alec Guinness, attore britannico († 2000)
- 1914 - Charles Harris, tennista statunitense († 1993)
- 1914 - Nicola Ruffolo, notaio, scrittore e filosofo italiano († 1995)
- 1914 - Hans Wegner, designer danese († 2007)
- 1915 - Al Barlick, arbitro di baseball statunitense († 1995)
- 1915 - Gică Petrescu, cantante rumeno († 2006)
- 1915 - Jean Sauvagnargues, politico francese († 2002)
- 1915 - Friedrich Seipelt, arbitro di calcio austriaco († 1981)
- 1915 - Primo Zuccotti, ciclista su strada italiano († 2004)
- 1916 - Giovanna Colombi, compositrice e paroliera italiana († 2013)
- 1916 - Emanuele Laustino, pittore italiano († 1988)
- 1916 - Angelo Meroni, calciatore italiano († 2002)
- 1917 - Renato Cipriani, calciatore e allenatore di calcio italiano
- 1917 - Emilio Cordero, presbitero, regista e produttore cinematografico italiano († 2010)
- 1917 - Arrigo Finzi, fisico italiano († 2012)
- 1917 - Dabbs Greer, attore statunitense († 2007)
- 1917 - Maria Holst, attrice austriaca († 1980)
- 1917 - Lou Monte, cantante statunitense († 1989)
- 1917 - Vincenzo Maria Morici, ingegnere italiano († 2004)
- 1917 - Iris von Roten-Meyer, giornalista, scrittrice e avvocato svizzera († 1990)
- 1918 - Jack Jennings, cestista e allenatore di pallacanestro statunitense († 1992)
- 1918 - Erbo Graf von Kageneck, aviatore tedesco († 1942)
- 1918 - Jean Kerebel, velocista francese († 2010)
- 1918 - Vittorio Somenzi, filosofo italiano († 2003)
- 1919 - Delfo Cabrera, maratoneta argentino († 1981)
- 1919 - Roger Mucchielli, psicologo francese († 1981)
- 1919 - Hans Stam, pallanuotista olandese († 1996)
- 1919 - Edoardo Succhielli, partigiano italiano († 2018)
- 1920 - Giuseppe Marmiroli, calciatore italiano († 2015)
- 1920 - Jack Webb, attore, regista e sceneggiatore statunitense († 1982)
- 1921 - Gilberto Boris Brusa, giornalista e scultore italiano († 2019)
- 1921 - Walter Freud, ingegnere chimico austriaco († 2004)
- 1921 - David Grazioso, pittore italiano († 2003)
- 1921 - Ippolito Ippoliti, calciatore italiano († 1966)
- 1921 - Silvano Montanari, politico italiano († 1978)
- 1921 - France Roche, giornalista, critica cinematografica e attrice francese († 2013)
- 1922 - Olle Laessker, lunghista e velocista svedese († 1992)
- 1922 - Dino Monduzzi, cardinale e vescovo cattolico italiano († 2006)
- 1922 - Pietro Antonio Zveteremich, slavista e traduttore italiano († 1992)
- 1923 - Antonio Carattino, velista italiano († 2024)
- 1923 - Carlo Hintermann, attore e doppiatore italiano († 1988)
- 1923 - Bob Kitterman, cestista statunitense († 2000)
- 1923 - Adão Nunes Dornelles, calciatore brasiliano († 1991)
- 1923 - Aldo Tavolaro, astronomo italiano († 2012)
- 1924 - Vito Ciancimino, mafioso e politico italiano († 2002)
- 1924 - Taisto Kangasniemi, lottatore finlandese († 1997)
- 1924 - Ennio Pompei, politico italiano († 2005)
- 1924 - Giuseppe Zigaina, pittore e saggista italiano († 2015)
- 1925 - Bob Gale, cestista statunitense († 1975)
- 1925 - George MacDonald Fraser, scrittore britannico († 2008)
- 1925 - Franco Rizzotti, pugile e militare italiano († 1988)
- 1926 - Jack Brabham, pilota automobilistico, imprenditore e dirigente sportivo australiano († 2014)
- 1926 - Kenny Hagood, cantante statunitense († 1989)
- 1926 - Edgar Hilsenrath, scrittore tedesco († 2018)
- 1926 - Omar Domingo Rubens Graffigna, generale argentino († 2019)
- 1927 - Paola Barocchi, storica dell'arte italiana († 2016)
- 1927 - Carmen Basilio, pugile statunitense († 2012)
- 1927 - Rita Gam, attrice statunitense († 2016)
- 1927 - Ken Sansom, attore e doppiatore statunitense († 2012)
- 1927 - Kenneth Tynan, critico teatrale britannico († 1980)
- 1927 - Rembert George Weakland, arcivescovo cattolico statunitense († 2022)
- 1928 - Giacomo Barabino, vescovo cattolico italiano († 2016)
- 1928 - Joseph Bernardin, cardinale e arcivescovo cattolico statunitense († 1996)
- 1928 - Serge Gainsbourg, cantautore, attore e regista francese († 1991)
- 1928 - Jean Jadot, calciatore belga († 2007)
- 1928 - Cheikh Hamidou Kane, scrittore senegalese
- 1928 - Phil Martin, cestista statunitense († 2008)
- 1928 - Gino Munaron, pilota automobilistico italiano († 2009)
- 1928 - Aleksandr Silaev, canoista sovietico († 2005)
- 1928 - Fritz Uhl, tenore austriaco († 2001)
- 1928 - Felix Weinberg, fisico ceco († 2012)
- 1929 - Frans Andriessen, politico olandese († 2019)
- 1929 - Francesco Bissolotti, liutaio italiano († 2019)
- 1929 - Dina Boldrini, cantante e cantastorie italiana († 2018)
- 1929 - Savino Dalla Puppa, canottiere italiano († 2009)
- 1929 - Sergio Goretti, vescovo cattolico italiano († 2012)
- 1929 - A. James Gregor, politologo e storico statunitense († 2019)
- 1929 - Angelo Guglielmi, critico letterario, saggista e giornalista italiano († 2022)
- 1929 - Renato Mocellini, bobbista italiano († 1985)
- 1929 - Marcello Picone, ingegnere italiano († 2023)
- 1929 - Manuel Roa, calciatore cileno († 2017)
- 1930 - Elizaveta Ermolaeva, ex mezzofondista sovietica
- 1930 - Roddy Maude-Roxby, attore inglese
- 1930 - Yoshinori Shigematsu, calciatore giapponese († 2018)
- 1931 - Terttu Aarnivala, cestista e allenatrice di pallacanestro finlandese († 2020)
- 1931 - Mirella Bartolotti, politica e storica italiana († 2015)
- 1931 - Fabrizio Carola, architetto, designer e urbanista italiano († 2019)
- 1931 - Reizō Fukuhara, calciatore giapponese († 1970)
- 1931 - István Hevesi, pallanuotista ungherese († 2018)
- 1931 - Joseph Joffo, scrittore francese († 2018)
- 1931 - Mauro Mendonça, attore brasiliano
- 1931 - Jacques Miller, immunologo australiano
- 1931 - Alexander Tamir, pianista e compositore lituano († 2019)
- 1932 - Diane Cilento, attrice australiana († 2011)
- 1932 - Edward Michael Egan, cardinale e arcivescovo cattolico statunitense († 2015)
- 1932 - Jean Favier, storico e archivista francese († 2014)
- 1932 - Massimo Trella, ingegnere italiano († 2002)
- 1932 - Siegfried Rauch, attore tedesco († 2018)
- 1932 - Margarita Xhepa, attrice albanese († 2025)
- 1933 - Tova Epstein, tennista e cestista israeliana († 2023)
- 1933 - Gloria Henry, attrice statunitense († 2021)
- 1933 - György Konrád, scrittore e giornalista ungherese († 2019)
- 1933 - Aggie Kukulowicz, hockeista su ghiaccio, traduttore e dirigente d'azienda canadese († 2008)
- 1933 - Gene Reeves, storico delle religioni statunitense († 2019)
- 1933 - Joseph Rigano, attore statunitense († 2014)
- 1934 - Jurij Beljaev, calciatore e allenatore di calcio sovietico († 2019)
- 1934 - Dino Cassio, attore e cantante italiano († 2012)
- 1934 - Paul Cohen, matematico statunitense († 2007)
- 1934 - Gian Costello, cantante italiano († 2004)
- 1934 - Brian Glover, attore, wrestler e insegnante britannico († 1997)
- 1934 - Marco Masi, sceneggiatore e regista italiano
- 1934 - Umberto Orsini, attore italiano
- 1935 - Robert Alter, critico letterario e traduttore statunitense
- 1935 - Pietro Balestra, economista e statistico svizzero († 2005)
- 1935 - Wandisa Guida, attrice italiana
- 1935 - Garrett Lewis, scenografo statunitense († 2013)
- 1935 - Ivo Trumbić, allenatore di pallanuoto e pallanuotista jugoslavo († 2021)
- 1936 - Pino Amenta, bassista italiano († 2015)
- 1936 - Eugenia Bonino, attrice italiana
- 1936 - Aurelio Galfetti, architetto svizzero († 2021)
- 1937 - Jurij Falin, calciatore sovietico († 2003)
- 1937 - Paul Kanjorski, politico statunitense
- 1937 - Cesare Maccacaro, allenatore di calcio e ex calciatore italiano
- 1937 - Antoni Ros-Marbà, direttore d'orchestra spagnolo
- 1937 - Mario Rusca, pianista, compositore e direttore d'orchestra italiano
- 1937 - Giorgio Scaramellini, politico italiano († 2023)
- 1938 - Richard Ellis, biologo e illustratore statunitense († 2024)
- 1938 - Martine Franck, fotografa belga († 2012)
- 1938 - Normanno Gobbi, pittore italiano († 2006)
- 1938 - Booker Little, trombettista statunitense († 1961)
- 1938 - Nino Marazzita, avvocato, giornalista e personaggio televisivo italiano († 2025)
- 1938 - Hans-Michael Rehberg, attore tedesco († 2017)
- 1938 - Silvana Seidel Menchi, storica italiana
- 1938 - Graham Williams, allenatore di calcio e ex calciatore gallese
- 1939 - Palmerio Ariu, carabiniere italiano († 1965)
- 1939 - Marvin Gaye, cantautore, produttore discografico e arrangiatore statunitense († 1984)
- 1939 - Óscar López Vázquez, calciatore colombiano († 2005)
- 1940 - Raúl Guzmán, ex nuotatore messicano
- 1940 - Mike Hailwood, pilota motociclistico e pilota automobilistico britannico († 1981)
- 1940 - Egon Håkanson, cestista svedese († 2025)
- 1940 - Donald Jackson, ex pattinatore artistico su ghiaccio canadese
- 1940 - Penelope Keith, attrice britannica
- 1940 - Dave MacRae, tastierista, compositore e produttore discografico neozelandese
- 1940 - Ciro Mazzarella, mafioso italiano († 2018)
- 1940 - Alessandro Mostes, imprenditore e pilota motonautico italiano († 2012)
- 1940 - Karl-Heinz Thielen, ex calciatore tedesco
- 1941 - Frans Daneels, arcivescovo cattolico belga
- 1941 - John Lewis Gaddis, storico statunitense
- 1941 - Dr. Demento, disc jockey e musicologo statunitense
- 1941 - Bernard Willem Holtrop, fumettista olandese
- 1941 - Willy Moser, attore, doppiatore e direttore del doppiaggio austriaco († 1994)
- 1941 - Giorgio Sarto, architetto e politico italiano († 2024)
- 1941 - Heinz Hermann Thiele, imprenditore tedesco († 2021)
- 1942 - Gabriela Adameșteanu, scrittrice, saggista e giornalista romena
- 1942 - Luigi Benevelli, politico e medico italiano
- 1942 - Joel Cox, montatore statunitense
- 1942 - Kathinka Frisk, ex sciatrice alpina svedese
- 1942 - Robert Hagmann, ex ciclista su strada svizzero
- 1942 - William Higgins, tennista statunitense († 2022)
- 1942 - Terry Holland, cestista, allenatore di pallacanestro e dirigente sportivo statunitense († 2023)
- 1942 - Jean-Noël Jeanneney, storico e politico francese
- 1942 - Leon Russell, cantante, musicista e compositore statunitense († 2016)
- 1942 - Roshan Seth, attore indiano
- 1943 - Michael Boyce, ammiraglio britannico († 2022)
- 1943 - Caterina Bueno, etnomusicologa e cantante italiana († 2007)
- 1943 - Renato Carpentieri, attore e regista teatrale italiano
- 1943 - Terry Clancy, ex hockeista su ghiaccio canadese
- 1943 - Giuseppe Compagnoni, ex sciatore alpino italiano
- 1943 - Larry Coryell, chitarrista statunitense († 2017)
- 1943 - Joachim Giermek, francescano statunitense († 2024)
- 1943 - Lynn Kellogg, attrice e cantante statunitense († 2020)
- 1943 - Vera Popkova, velocista sovietica († 2011)
- 1943 - Antonio Sabato, attore italiano († 2021)
- 1943 - Annalena Tonelli, missionaria italiana († 2003)
- 1944 - Martine Brochard, attrice, cantante e scrittrice francese
- 1944 - Rodolfo Fischer, calciatore argentino († 2020)
- 1945 - Larry Bergh, ex cestista statunitense
- 1945 - Gianfranco Bonera, pilota motociclistico italiano
- 1945 - Ingvar Carlsson, pilota di rally svedese († 2009)
- 1945 - Jürgen Drews, attore e cantante tedesco
- 1945 - Guy Fréquelin, ex pilota di rally francese
- 1945 - Linda Hunt, attrice statunitense
- 1945 - Bernard Orcel, ex sciatore alpino francese
- 1945 - Don Sutton, giocatore di baseball statunitense († 2021)
- 1945 - Richard Taruskin, musicologo e violoncellista statunitense († 2022)
- 1945 - Pascal Thomas, regista, sceneggiatore e produttore cinematografico francese
- 1946 - Amos Adani, ex calciatore italiano
- 1946 - Băno Axionov, attore, regista e conduttore televisivo moldavo
- 1946 - Giorgio Ballati, ex ostacolista italiano
- 1946 - Luigi Boitani, biologo, scrittore e conduttore televisivo italiano
- 1946 - Ambrogio Borghi, allenatore di calcio e ex calciatore italiano
- 1946 - Carol Dunlop, scrittrice, traduttrice e fotografa canadese († 1982)
- 1946 - Hamengkubuwono X, politico e sovrano indonesiano
- 1946 - Lajos Koltai, direttore della fotografia e regista ungherese
- 1946 - Claudio Pioli, politico italiano († 2017)
- 1946 - Ruairi Quinn, politico irlandese
- 1946 - Edoardo Rusconi, ex cestista e allenatore di pallacanestro italiano
- 1946 - Giovanni Sarritzu, politico italiano († 2001)
- 1946 - Sue Townsend, scrittrice e commediografa inglese († 2014)
- 1946 - Kurt Winter, chitarrista e compositore canadese († 1997)
- 1947 - Sam Anderson, attore statunitense
- 1947 - Paquita la del Barrio, cantante messicana († 2025)
- 1947 - Francesco Casetti, semiologo, critico cinematografico e critico televisivo italiano
- 1947 - Tua Forsström, poetessa e scrittrice finlandese
- 1947 - Franco Gagliardi, allenatore di calcio e dirigente sportivo italiano
- 1947 - Emmylou Harris, cantautrice e musicista statunitense
- 1947 - Sam Malcolmson, calciatore scozzese († 2024)
- 1947 - William Moore, ex pistard britannico
- 1947 - Camille Paglia, filosofa statunitense
- 1947 - Werther Pedrazzi, ex cestista, giornalista e saggista italiano
- 1947 - Orazio Petrosillo, giornalista e saggista italiano († 2007)
- 1948 - Pasqualino Abeti, velocista italiano († 2024)
- 1948 - Joseph Fargis, cavaliere statunitense
- 1948 - Francisco Fariñas, ex calciatore cubano
- 1948 - Roy Gerela, ex giocatore di football americano canadese
- 1948 - Gabriel Kicsid, ex pallamanista rumeno
- 1948 - Bob Lienhard, cestista statunitense († 2018)
- 1948 - Jim McDaniels, cestista statunitense († 2017)
- 1948 - Jennifer Rowe, scrittrice australiana
- 1948 - Joan D. Vinge, autrice di fantascienza statunitense
- 1949 - Stojan Nikolov, ex lottatore bulgaro
- 1949 - Joey Meyer, cestista e allenatore di pallacanestro statunitense († 2023)
- 1949 - Alec Năstac, ex pugile rumeno
- 1949 - Pamela Reed, attrice statunitense
- 1949 - Horst Schönau, ex bobbista tedesco
- 1949 - Alex Skotarek, ex calciatore tedesco
- 1950 - Naim Araidi, poeta, insegnante e diplomatico palestinese († 2015)
- 1950 - Erik Buell, progettista e dirigente d'azienda statunitense
- 1950 - Allan Corduner, attore e doppiatore britannico
- 1950 - Bob Davis, ex cestista statunitense
- 1950 - Linda Hargrove, allenatrice di pallacanestro e dirigente sportiva statunitense
- 1950 - Pierre Lechantre, ex calciatore e allenatore di calcio francese
- 1950 - Claude Mandonnaud, ex nuotatrice francese
- 1950 - Aleksej Ovčinnikov, calciatore sovietico († 2008)
- 1950 - Giuseppe Scaraffia, francesista, saggista e conduttore televisivo italiano
- 1950 - Vincenzo Torre, politico italiano
- 1950 - Lynn Westmoreland, politico statunitense
- 1951 - Georges Ibrahim Abdallah, attivista libanese
- 1951 - Dave Gillett, ex calciatore scozzese
- 1951 - Erwin Hadewicz, ex calciatore, dirigente sportivo e allenatore di calcio tedesco
- 1951 - Edo Rossi, politico e sindacalista italiano († 2021)
- 1951 - Moriteru Ueshiba, artista marziale giapponese
- 1951 - Sergio Valzania, giornalista, autore televisivo e storico italiano
- 1952 - Roberta De Monticelli, filosofa italiana
- 1952 - Will Hoy, pilota automobilistico britannico († 2002)
- 1952 - Christine Van Den Wyngaert, magistrata belga
- 1952 - Leon Wilkeson, bassista statunitense († 2001)
- 1953 - Jim Allister, politico nordirlandese
- 1953 - Katharina Bange, ex cestista tedesca
- 1953 - Costel Cernat, ex cestista e allenatore di pallacanestro rumeno
- 1953 - Robert William Finn, vescovo cattolico statunitense
- 1953 - Krzysztof Krauze, regista polacco († 2014)
- 1953 - Malika Oufkir, scrittrice marocchina
- 1953 - Miquel de Palol i Muntanyola, scrittore e poeta spagnolo
- 1954 - Gregory Abbott, cantante statunitense
- 1954 - Giancarlo Fantozzi, allenatore di hockey su pista e ex hockeista su pista italiano
- 1954 - Mario Ferrara, politico italiano
- 1954 - Lili Fini Zanuck, produttrice cinematografica e regista statunitense
- 1954 - Walter Gibbons, disc jockey e produttore discografico statunitense († 1994)
- 1954 - Susumu Hirasawa, compositore e musicista giapponese
- 1954 - Yūji Kishioku, ex calciatore giapponese
- 1954 - Amarnath Nagarajan, ex cestista indiano
- 1954 - Dragomir Okuka, allenatore di calcio e ex calciatore serbo
- 1954 - Donald Petrie, regista, attore e produttore televisivo statunitense
- 1954 - Marino Sinibaldi, giornalista, critico letterario e conduttore radiofonico italiano
- 1954 - Carla Vangelista, scrittrice, sceneggiatrice e traduttrice italiana († 2023)
- 1955 - Salvatore Maccali, ex ciclista su strada italiano
- 1955 - Chellie Pingree, politica statunitense
- 1955 - Daniela Rossella, indologa, filologa e traduttrice italiana
- 1955 - Francesco Stella, politico italiano († 2019)
- 1955 - Steve Sumner, calciatore inglese († 2017)
- 1955 - Sirindhorn di Thailandia, principessa thailandese
- 1956 - Marc Caro, regista, sceneggiatore e disegnatore francese
- 1956 - Christopher Lewis, ex tennista statunitense
- 1956 - Marida Lombardo Pijola, giornalista e scrittrice italiana († 2021)
- 1956 - Hiroko Nakagawa, ex cestista giapponese
- 1956 - Carlo Pasquini, regista e scrittore italiano
- 1956 - Mauro Pirovano, attore italiano
- 1956 - José Francisco Rezende Dias, arcivescovo cattolico brasiliano
- 1956 - Kevin Siembieda, autore di giochi, editore e illustratore statunitense
- 1956 - Shigemitsu Sudō, ex calciatore giapponese
- 1956 - Airton José dos Santos, arcivescovo cattolico brasiliano
- 1957 - Paolo Carnera, direttore della fotografia italiano
- 1957 - Giuliana De Sio, attrice italiana
- 1957 - Pascal Delannoy, arcivescovo cattolico francese
- 1957 - Édouard François, architetto francese
- 1957 - Barbara Jordan, ex tennista statunitense
- 1957 - John Lafia, regista e produttore cinematografico statunitense († 2020)
- 1957 - Jacques Monclar, ex cestista, allenatore di pallacanestro e dirigente sportivo francese
- 1957 - Alberto Patrucco, comico, cabarettista e umorista italiano
- 1957 - Giampaolo Testoni, compositore italiano
- 1958 - Wilson Armas, ex calciatore ecuadoriano
- 1958 - Éric Besson, politico francese
- 1958 - Larry Drew, allenatore di pallacanestro e ex cestista statunitense
- 1958 - Mark Holton, attore statunitense
- 1958 - Franz Nietlispach, atleta paralimpico svizzero
- 1958 - Flavia Perina, giornalista, scrittrice e ex politica italiana
- 1959 - Badou Zaki, allenatore di calcio e ex calciatore marocchino
- 1959 - Gelindo Bordin, ex maratoneta italiano
- 1959 - Franco De Falco, dirigente sportivo, allenatore di calcio e ex calciatore italiano
- 1959 - Alberto Fernández, politico e avvocato argentino
- 1959 - David Frankel, regista, sceneggiatore e produttore televisivo statunitense
- 1959 - Brian Goodell, ex nuotatore statunitense
- 1959 - Masataka Imai, allenatore di calcio, ex calciatore e ex giocatore di calcio a 5 giapponese
- 1959 - Yousif Latif Jaralla, cantastorie iracheno
- 1959 - Kazuhisa Kondō, fumettista giapponese
- 1959 - Marie Kumlin, ex cestista svedese
- 1959 - John Lauridsen, ex calciatore danese
- 1959 - Mai Masri, regista palestinese
- 1959 - Salvatore Messana, politico italiano
- 1959 - Mathilde Monnier, coreografa francese
- 1959 - Juha Kankkunen, pilota di rally finlandese
- 1960 - Linford Christie, ex velocista britannico
- 1960 - Matthias Jacob, ex biatleta tedesco
- 1960 - Lee Mi-sook, attrice sudcoreana
- 1960 - Takashi Matsuyama, attore e doppiatore giapponese
- 1960 - Billy McCarthy, batterista e scrittore statunitense
- 1961 - Ulf Carlsson, tennistavolista svedese
- 1961 - Raymond Gause, ex cestista portoricano
- 1961 - Éric Gautier, direttore della fotografia francese
- 1961 - Emmanuel Issoze-Ngondet, politico e diplomatico gabonese († 2020)
- 1961 - Buddy Jewell, cantante statunitense
- 1961 - Miguel Lora, ex pugile colombiano
- 1961 - Christopher Meloni, attore statunitense
- 1962 - Axel Bergstedt, compositore brasiliano
- 1962 - Pierre Carles, regista francese
- 1962 - Nikolaj Evmenov, ammiraglio russo
- 1962 - Tony Franklin, musicista e compositore britannico
- 1962 - Sarah Gilbert, biologa e imprenditrice britannica
- 1962 - Clark Gregg, attore e regista statunitense
- 1962 - Daniele Molgora, politico italiano
- 1962 - José Ángel Ruiz López, ex calciatore spagnolo
- 1962 - Yasuo Ueshima, ex calciatore giapponese
- 1963 - Mario Ardemagni, ex ultramaratoneta italiano
- 1963 - Fabrizio Barbazza, ex pilota automobilistico italiano
- 1963 - Scott Barrett, allenatore di calcio e ex calciatore inglese
- 1963 - Kjell-Inge Bråtveit, allenatore di calcio e ex calciatore norvegese
- 1963 - Paola Galassi, regista italiana
- 1963 - Mike Gascoyne, ingegnere britannico
- 1963 - Kim Phúc, vietnamita
- 1963 - Qu Yanling, ex cestista cinese
- 1963 - Carlos Henrique Raposo, ex calciatore brasiliano
- 1963 - Henri Sanz, ex rugbista a 15 e allenatore di rugby a 15 francese
- 1963 - Steve Sewell, ex giocatore di football americano statunitense
- 1963 - Stanislao Zurlo, politico italiano
- 1964 - John Brandes, ex giocatore di football americano statunitense
- 1964 - Goran Karan, cantante croato
- 1964 - Saulius Kleiza, ex pesista lituano
- 1964 - Teuvo Palkki, allenatore di calcio finlandese
- 1964 - Gregory Lawrence Parkes, vescovo cattolico statunitense
- 1964 - Didier Tholot, allenatore di calcio e ex calciatore francese
- 1965 - Giovanni Cacioppo, comico, cabarettista e attore italiano
- 1965 - Ève Chiapello, sociologa e economista francese
- 1965 - Dong Liqiang, allenatore di calcio e ex calciatore cinese
- 1965 - Rodney King, statunitense († 2012)
- 1965 - Daniele Pasa, allenatore di calcio e ex calciatore italiano
- 1965 - Alberto Veronesi, direttore d'orchestra italiano
- 1965 - Octavio Vidales, ex calciatore peruviano
- 1966 - Stephen Bachop, ex rugbista a 15 e allenatore di rugby a 15 samoano
- 1966 - Amalia Calzavara, ex canoista italiana
- 1966 - Davide Ignazio Franceschetti, militare italiano († 2001)
- 1966 - Vadim Jaroščuk, ex nuotatore sovietico
- 1966 - Carlos Augusto José Lira, ex calciatore brasiliano
- 1966 - Lefter Millo, calciatore albanese († 1997)
- 1966 - Birgit Plescher, ex cestista tedesca
- 1966 - Marco Rampoldi, regista teatrale italiano
- 1966 - Daniel Reyes, calciatore peruviano († 1987)
- 1966 - Teddy Sheringham, allenatore di calcio e ex calciatore inglese
- 1966 - Masahiro Sukigara, ex calciatore giapponese
- 1966 - Athīna Rachīl Tsaggarī, regista, sceneggiatrice e produttrice cinematografica greca
- 1966 - Supla, cantante, attore e showman brasiliano
- 1967 - Paolo Cioni, scrittore e editore italiano
- 1967 - Renée Estevez, attrice statunitense
- 1967 - Ali Koç, imprenditore turco
- 1967 - Jerzy Kołodziejczak, ex cestista polacco
- 1967 - Marcel Langenegger, regista, attore e produttore cinematografico svizzero († 2015)
- 1967 - Massimiliano Papi, regista italiano
- 1967 - Prince Paul, produttore discografico, disc jockey e beatmaker statunitense
- 1967 - Vasilij Savin, ex combinatista nordico sovietico
- 1968 - Carlos Batres, ex arbitro di calcio guatemalteco
- 1968 - Alfredo Duvergel, ex pugile cubano
- 1968 - Georges Momboye, ballerino e coreografo ivoriano
- 1968 - Eto Mori, scrittrice giapponese
- 1968 - Hasan Nuhanović, traduttore bosniaco
- 1968 - Oliverio Rincón, ex ciclista su strada e dirigente sportivo colombiano
- 1968 - Francesca Taverni, cantante, attrice e ballerina italiana
- 1969 - Mariella Ahrens, attrice tedesca
- 1969 - Milko Campus, ex lunghista italiano
- 1969 - Kennedy Chihuri, ex calciatore zimbabwese
- 1969 - Ajay Devgn, attore, regista e produttore cinematografico indiano
- 1969 - Didier François, musicista, compositore e scultore belga
- 1969 - Tim Griffin, attore statunitense
- 1969 - Siân Grigg, truccatrice britannica
- 1969 - Hendrik Herzog, allenatore di calcio e ex calciatore tedesco
- 1969 - Daisuke Igarashi, fumettista e artista giapponese
- 1969 - Jesse Michaels, compositore, chitarrista e cantante statunitense
- 1969 - Isaiah Morris, ex cestista statunitense
- 1970 - Dag Bjørndalen, ex biatleta norvegese
- 1970 - Sonia Gentili, storica della letteratura e poetessa italiana
- 1970 - Mondher Kebaier, allenatore di calcio e ex calciatore tunisino
- 1970 - Antonio Mohamed, allenatore di calcio e ex calciatore argentino
- 1970 - Leyla Patricia Quintana Marxelly, poetessa e guerrigliera salvadoregna († 1991)
- 1970 - Tammi Reiss, ex cestista e allenatrice di pallacanestro statunitense
- 1970 - Paolo Romano, attore e regista italiano
- 1971 - Francisco Arce, allenatore di calcio e ex calciatore paraguaiano
- 1971 - Gwenaëlle Aubry, scrittrice e filosofa francese
- 1971 - Traci Braxton, cantante e personaggio televisivo statunitense († 2022)
- 1971 - David Daniels, ex cestista e allenatore di pallacanestro canadese
- 1971 - Edmundo, ex calciatore brasiliano
- 1971 - Bob Frazer, attore canadese
- 1971 - Makoto Hasegawa, allenatore di pallacanestro e ex cestista giapponese
- 1971 - Marcelo Ledesma, ex calciatore argentino
- 1971 - Zlatko Momircevski, ex calciatore e ex giocatore di calcio a 5 australiano
- 1971 - Bruno Reuteler, ex saltatore con gli sci svizzero
- 1971 - Christina Riegel, ex sciatrice alpina austriaca
- 1971 - Mauro Rotelli, politico italiano
- 1971 - Solveig Slettahjell, cantante norvegese
- 1971 - Nana Spier, doppiatrice, direttrice del doppiaggio e attrice tedesca
- 1971 - Nikos Staurou, ex calciatore cipriota
- 1971 - Todd Woodbridge, ex tennista australiano
- 1971 - Jeff Zaun, ex calciatore statunitense
- 1971 - Dener, calciatore brasiliano († 1994)
- 1972 - Maler, cantautore italiano
- 1972 - Masahiro Andō, ex calciatore giapponese
- 1972 - Eyal Berkovic, ex calciatore israeliano
- 1972 - Pascal Camadini, ex calciatore francese
- 1972 - Calvin Davis, ostacolista e velocista statunitense († 2023)
- 1972 - Boban Dmitrović, allenatore di calcio e ex calciatore serbo
- 1972 - Thomas Glavinic, scrittore austriaco
- 1972 - Melody Howard, ex cestista statunitense
- 1972 - Samir Kamouna, ex calciatore egiziano
- 1972 - Igor' Kurašov, ex cestista russo
- 1972 - Ali Meçabih, ex calciatore algerino
- 1972 - Oliverio Jesús Álvarez, ex calciatore e allenatore di calcio spagnolo
- 1972 - Suzette Sargeant, ex cestista e allenatrice di pallacanestro statunitense
- 1973 - Valeriano Chiaravalle, musicista, arrangiatore e direttore d'orchestra italiano
- 1973 - Richard Daniel, ex calciatore papuano
- 1973 - Simon Farnaby, attore, comico e sceneggiatore britannico
- 1973 - Monica Iagăr, ex altista rumena
- 1973 - Åse Idland, ex biatleta norvegese
- 1973 - Josh Martin, chitarrista statunitense († 2018)
- 1973 - Shin'ichi Mutō, ex calciatore giapponese
- 1973 - Aušra Naidėnienė, ex cestista lituana
- 1973 - Ashraf Saber, ex ostacolista e velocista italiano
- 1973 - Roselyn Sánchez, attrice e modella portoricana
- 1973 - Aleksejs Semjonovs, ex calciatore lettone
- 1973 - U Ji-won, ex cestista sudcoreano
- 1973 - Germán Villa, ex calciatore messicano
- 1973 - Pierre Violon, ex sciatore alpino francese
- 1974 - Egil á Bø, ex calciatore faroese
- 1974 - Remo D'Souza, coreografo, regista e attore indiano
- 1974 - Germana Di Natale, ex tennista italiana
- 1974 - Davide Enia, drammaturgo, attore teatrale e scrittore italiano
- 1974 - Håkan Hellström, cantante svedese
- 1974 - Jōji Kawaguchi, ex sciatore alpino giapponese
- 1974 - Tayfun Korkut, allenatore di calcio e ex calciatore turco
- 1974 - Raoul Korner, allenatore di pallacanestro austriaco
- 1974 - Anita Kravos, attrice italiana
- 1974 - Gejdar Mamedaliev, ex lottatore russo
- 1974 - Craig McGrath, ex rugbista a 15 e allenatore di rugby a 15 neozelandese
- 1974 - Chris Robinson, ex cestista statunitense
- 1974 - Marc Segar, scrittore britannico († 1997)
- 1974 - Eleonora Wexler, attrice argentina
- 1974 - Zhou Ning, ex calciatore cinese
- 1975 - Emosi Baleinuku, ex calciatore figiano
- 1975 - Nate Huffman, cestista statunitense († 2015)
- 1975 - Randy Livingston, allenatore di pallacanestro e ex cestista statunitense
- 1975 - Brian van Loo, ex calciatore olandese
- 1975 - Pattie Mallette, scrittrice e produttrice cinematografica canadese
- 1975 - Pedro Pascal, attore cileno
- 1975 - Aleš Pikl, ex calciatore ceco
- 1975 - Omar Pivaral, ex calciatore guatemalteco
- 1975 - Shawn Rhoden, culturista giamaicano († 2021)
- 1975 - Adam Rodríguez, attore, sceneggiatore e regista statunitense
- 1975 - Katrin Rutschow-Stomporowski, canottiera tedesca
- 1975 - Audrius Šlekys, calciatore lituano († 2003)
- 1975 - Óscar Téllez, ex calciatore spagnolo
- 1976 - Kristine Andersen, ex pallamanista danese
- 1976 - Bruno Caires, ex calciatore portoghese
- 1976 - Ljudmila Djakovska, cantante bulgara
- 1976 - Sébastien Fournier-Bidoz, ex sciatore alpino francese
- 1976 - Igor Gjuzelov, ex calciatore macedone
- 1976 - Adam F. Goldberg, produttore televisivo, produttore cinematografico e scrittore statunitense
- 1976 - Astra Lanz, attrice italiana
- 1976 - Ruggero Marzoli, ex ciclista su strada italiano
- 1976 - Evan McMullin, politico statunitense
- 1976 - Massimo Perra, allenatore di calcio e ex calciatore italiano
- 1976 - Rory Sabbatini, golfista sudafricano
- 1976 - Raluca Turcan, politica rumena
- 1976 - Takahiro Yamanishi, ex calciatore giapponese
- 1976 - Serhij Černjavs'kyj, ex pistard ucraino
- 1977 - Matteo Berti, giornalista e conduttore televisivo italiano
- 1977 - Per Elofsson, ex fondista svedese
- 1977 - Michael Fassbender, attore e produttore cinematografico tedesco
- 1977 - Alessandro Frau, allenatore di calcio e ex calciatore italiano
- 1977 - Sascha Gerstner, chitarrista tedesco
- 1977 - Kim Tae-jin, ex calciatore sudcoreano
- 1977 - Annett Louisan, cantante tedesca
- 1977 - Hanno Pevkur, politico e avvocato estone
- 1977 - Marc Raquil, velocista francese
- 1977 - William Russo, schermidore italiano
- 1977 - Roger Suárez, ex calciatore boliviano
- 1977 - Mark Tyler, ex calciatore inglese
- 1977 - Goran Volarević, allenatore di pallanuoto e ex pallanuotista croato
- 1978 - Karim Belhocine, allenatore di calcio e ex calciatore francese
- 1978 - Nicholas Berg, imprenditore statunitense († 2004)
- 1978 - Junior Fisher, calciatore britannico
- 1978 - Danilo Iervolino, imprenditore italiano
- 1978 - Scott Lynch, scrittore statunitense
- 1978 - Jaime Ray Newman, attrice statunitense
- 1978 - Deon Richmond, attore statunitense
- 1978 - Daniel Rodríguez, allenatore di calcio a 5 e ex giocatore di calcio a 5 spagnolo
- 1978 - Valérie Sajdik, cantante austriaca
- 1978 - Silvia Salemi, cantautrice, conduttrice televisiva e conduttrice radiofonica italiana
- 1978 - Alberto Schiavon, snowboarder italiano
- 1978 - Griselda Siciliani, attrice argentina
- 1979 - Wissem Abdi, ex calciatore tunisino
- 1979 - Andreas Barucha, ex bobbista tedesco
- 1979 - Lindy Booth, attrice canadese
- 1979 - Cho Yoon-jeong, ex tennista sudcoreana
- 1979 - Crescenzo D'Amore, ciclista su strada e pistard italiano († 2024)
- 1979 - Camilla Ferranti, attrice italiana
- 1979 - Grafite, ex calciatore brasiliano
- 1979 - Mika Hannula, ex hockeista su ghiaccio svedese
- 1979 - Emmanuelle Hermouet, ex cestista francese
- 1979 - Salim Kechiouche, attore francese
- 1979 - Anbeta Toromani, ballerina albanese
- 1980 - Anna Bård, attrice e modella danese
- 1980 - Ricky Hendrick, pilota automobilistico statunitense († 2004)
- 1980 - Kip Moore, cantautore statunitense
- 1980 - Michael Mörz, allenatore di calcio e ex calciatore austriaco
- 1980 - Suriya Prasathinphimai, ex pugile thailandese
- 1980 - Carlos Salcido, ex calciatore messicano
- 1980 - Tamar Slay, ex cestista statunitense
- 1980 - Péter Somfai, schermidore ungherese
- 1980 - Maria Spirescu, atleta e bobbista rumena
- 1980 - Katja Wirth, ex sciatrice alpina austriaca
- 1981 - Essa Ali, calciatore emiratino
- 1981 - Michele Boni, ex triplista italiano
- 1981 - Hishām Būsherwān, ex calciatore marocchino
- 1981 - Luiz Cané, artista marziale misto brasiliano
- 1981 - Manuel Borja Calbar Simón, ex calciatore spagnolo
- 1981 - Michael Clarke, crickettista australiano
- 1981 - Miriam Cominelli, politica italiana
- 1981 - Pati Feagiai, ex calciatore samoano americano
- 1981 - Lourdes Cecilia Fernández, cantante e attrice argentina
- 1981 - Antōnīs Fōtsīs, cestista greco
- 1981 - Amber Gray, attrice e cantante statunitense
- 1981 - Walter Alexis Invernizzi, ex calciatore uruguaiano
- 1981 - Coen Janssen, tastierista olandese
- 1981 - René Klingbeil, allenatore di calcio e ex calciatore tedesco
- 1981 - Manabu Komatsubara, ex calciatore giapponese
- 1981 - Bethany Joy Lenz, attrice e cantante statunitense
- 1981 - Mauro Minelli, ex calciatore italiano
- 1981 - Est em, fumettista giapponese
- 1981 - Adam Shulman, attore statunitense
- 1981 - Raphaëlle Strub, ex sciatrice alpina francese
- 1981 - Shahrulnizam Mustapa, calciatore malese
- 1982 - Marco Amelia, allenatore di calcio, dirigente sportivo e ex calciatore italiano
- 1982 - Erika M. Anderson, cantautrice statunitense
- 1982 - Jack Evans, wrestler statunitense
- 1982 - David Ferrer, allenatore di tennis e ex tennista spagnolo
- 1982 - Simone Flamini, ex cestista italiano
- 1982 - Valentina Siccardi, ex cestista italiana
- 1983 - Deji Akindele, ex cestista e allenatore di pallacanestro nigeriano
- 1983 - Arthur Boka, ex calciatore ivoriano
- 1983 - Félix Borja, allenatore di calcio e ex calciatore ecuadoriano
- 1983 - Paul Capdeville, allenatore di tennis e ex tennista cileno
- 1983 - Laura Carmine, attrice portoricana
- 1983 - Carla Giuliano, politica italiana
- 1983 - Elena Grimaldi, ex attrice pornografica italiana
- 1983 - Niels Kerstholt, pattinatore di short track olandese
- 1983 - Sergej Kovalëv, pugile russo
- 1983 - Ana Lelas, ex cestista croata
- 1983 - Maksym Mazuryk, astista ucraino
- 1983 - Oh Eun-seok, schermidore sudcoreano
- 1983 - Martina Rejchová, ex cestista ceca
- 1983 - Scorpio Sky, wrestler statunitense
- 1983 - Milan Stepanov, ex calciatore serbo
- 1983 - G-Hot, rapper tedesco
- 1984 - Assaf Al-Qarni, ex calciatore saudita
- 1984 - Engin Atsür, cestista turco
- 1984 - Nóra Barta, tuffatrice ungherese
- 1984 - Eirik Bertheussen, calciatore norvegese
- 1984 - Mattia Bianchi, ex hockeista su ghiaccio svizzero
- 1984 - Miloš Brezinský, calciatore slovacco
- 1984 - David Dalglish, scrittore statunitense
- 1984 - Bert De Backer, ex ciclista su strada belga
- 1984 - Alessio Figalli, matematico italiano
- 1984 - Saulius Klevinskas, ex calciatore lituano
- 1984 - Nicolas Lapierre, ex pilota automobilistico francese
- 1984 - Germán Lauro, pesista e discobolo argentino
- 1984 - Antero Lehto, ex cestista finlandese
- 1984 - Jérémy Morel, ex calciatore malgascio
- 1984 - Miguel Ángel Moyà, ex calciatore spagnolo
- 1984 - Rustem Muchametšin, ex calciatore russo
- 1984 - Deep Sidhu, attore cinematografico indiano († 2022)
- 1984 - Aleksi Sihvonen, cantante finlandese
- 1984 - Andrew Skeen, rugbista a 15 britannico
- 1984 - Hassan Sunny, calciatore singaporiano
- 1985 - Matthew Antoine, skeletonista statunitense
- 1985 - Cédric Berrest, canottiere francese
- 1985 - José María Cárdenas, ex calciatore messicano
- 1985 - Dan Collette, ex calciatore lussemburghese
- 1985 - Giacomo Devecchi, ex cestista e dirigente sportivo italiano
- 1985 - Eleílson Farias de Moura, ex calciatore brasiliano
- 1985 - Wilnelia González, pallavolista portoricana
- 1985 - Patrik Haginge, ex calciatore svedese
- 1985 - James Haskell, ex rugbista a 15 britannico
- 1985 - Vladimir Kuljanin, ex cestista canadese
- 1985 - Stéphane Lambiel, ex pattinatore artistico su ghiaccio svizzero
- 1985 - Gustavo Menini, giocatore di calcio a 5 brasiliano
- 1985 - Fadel al-Najjar, ex cestista giordano
- 1985 - Jonathan Ñíguez, calciatore spagnolo
- 1985 - Víctor Ormazábal, ex calciatore argentino
- 1985 - Molly Smitten-Downes, cantautrice britannica
- 1985 - Quinta Steenbergen, pallavolista olandese
- 1985 - Rafael Tosta, giocatore di calcio a 5 brasiliano
- 1985 - Reket, rapper, produttore discografico e attore estone
- 1985 - Róbert Veselovský, calciatore slovacco
- 1986 - Ibrahim Afellay, allenatore di calcio e ex calciatore olandese
- 1986 - Jérémy Audric, pallavolista francese
- 1986 - Aythami Artiles, ex calciatore spagnolo
- 1986 - Andris Biedriņš, ex cestista lettone
- 1986 - Marco Corti, ex ciclista su strada italiano
- 1986 - Lee DeWyze, cantante statunitense
- 1986 - Néné Diamé, ex cestista senegalese
- 1986 - R3hab, disc jockey e produttore discografico olandese
- 1986 - Kōta Fujimoto, ex calciatore giapponese
- 1986 - Maximilian Grewe, ex giocatore di football americano tedesco
- 1986 - Erica Jarder, lunghista svedese
- 1986 - Rəşad Kərimov, ex calciatore azero
- 1986 - Erlana Larkins, ex cestista e allenatrice di pallacanestro statunitense
- 1986 - Raúl Llorente, ex calciatore spagnolo
- 1986 - Léo Matos, ex calciatore brasiliano
- 1986 - Nello Maestri, karateka italiano
- 1986 - Julian Reister, ex tennista tedesco
- 1986 - Abraham Shatimuene, calciatore namibiano
- 1986 - Sławomir Sikora, ex cestista polacco
- 1986 - Swoope, rapper statunitense
- 1986 - Drew Van Acker, attore e modello statunitense
- 1987 - Pablo César Aguilar, calciatore paraguaiano
- 1987 - Matthias Bachinger, ex tennista tedesco
- 1987 - Pascale Berthod, ex sciatrice alpina svizzera
- 1987 - Mads Christensen, hockeista su ghiaccio danese
- 1987 - Gertjan De Mets, allenatore di calcio e ex calciatore belga
- 1987 - Adrian Fartade, divulgatore scientifico, youtuber e scrittore rumeno
- 1987 - Briga Heelan, attrice statunitense
- 1987 - Martin Hollstein, canoista tedesco
- 1987 - Kenneth van Kempen, ex cestista olandese
- 1987 - Anton Kočenkov, ex calciatore russo
- 1987 - Johannes Lischka, cestista tedesco
- 1987 - Shane Lowry, golfista irlandese
- 1987 - Joris Pijs, canottiere olandese
- 1987 - Marc Pugh, ex calciatore inglese
- 1987 - Evgenij Veličko, fondista kazako
- 1988 - Vahid Amiri, calciatore iraniano
- 1988 - César Arias, calciatore colombiano
- 1988 - Pierce Caldwell, ex cestista statunitense
- 1988 - André Castro, ex calciatore portoghese
- 1988 - Chen Xiaojia, cestista cinese
- 1988 - Francisco Flores, calciatore costaricano
- 1988 - Eren Güngör, ex calciatore turco
- 1988 - Einar Hansen, calciatore faroese
- 1988 - Kimber James, ex attrice pornografica statunitense
- 1988 - Cristian Menéndez, calciatore argentino
- 1988 - Leone Nakarawa, rugbista a 15 e rugbista a 7 figiano
- 1988 - Thomas Oosthuizen, pugile sudafricano
- 1988 - Jesse Plemons, attore statunitense
- 1988 - Patrick Rossini, calciatore svizzero
- 1988 - Aleksej Sapogov, ex calciatore russo
- 1988 - Julian Schauerte, calciatore tedesco
- 1989 - Jérémie Azou, canottiere francese
- 1989 - Jonathan Balotelli, calciatore brasiliano
- 1989 - Sonja Gerhardt, attrice tedesca
- 1989 - Antoine Gomis, ex cestista francese
- 1989 - Richard Laine, giocatore di football americano finlandese
- 1989 - Lee Beom-young, calciatore sudcoreano
- 1989 - Rai López, ex cestista spagnolo
- 1989 - Richard Martínez, ex calciatore statunitense
- 1989 - Jerron McMillian, giocatore di football americano statunitense
- 1989 - Billy Morgan, ex snowboarder britannico
- 1989 - Saulo Araújo Fontes, calciatore brasiliano
- 1989 - Giorgi Shermadini, cestista georgiano
- 1989 - Christian Supusepa, ex calciatore olandese
- 1989 - Ibrahim Walidjo, ex calciatore camerunese
- 1989 - Fréjus Zerbo, ex cestista burkinabé
- 1989 - Milenko Zorić, canoista serbo
- 1989 - Roberson de Arruda Alves, calciatore brasiliano
- 1990 - Utku Ateş, attore e modello turco
- 1990 - Jared Berggren, ex cestista statunitense
- 1990 - Ivanie Blondin, pattinatrice di velocità su ghiaccio canadese
- 1990 - Gabriel Costa, calciatore uruguaiano
- 1990 - Joachim Eilers, pistard tedesco
- 1990 - Amr El-Soleya, calciatore egiziano
- 1990 - Joan Franka, cantante olandese
- 1990 - Victor Kamhuka, calciatore zimbabwese
- 1990 - Evgenija Kanaeva, ex ginnasta russa
- 1990 - Brian Leonhardt, giocatore di football americano statunitense
- 1990 - Madman Fulton, wrestler statunitense
- 1990 - Gianvito Misuraca, calciatore italiano
- 1990 - Leonel Moreira, calciatore costaricano
- 1990 - James Ngandu, mezzofondista keniota
- 1990 - Emanuel Olivera, calciatore argentino
- 1990 - Miralem Pjanić, calciatore bosniaco
- 1990 - Martin Polaček, calciatore slovacco
- 1990 - Avalon-Chanel Weyzig, modella olandese
- 1990 - Tahir Whitehead, ex giocatore di football americano statunitense
- 1990 - William Matheus, ex calciatore brasiliano
- 1991 - Aslanbek Alborov, lottatore azero
- 1991 - Yimmi Chará, calciatore colombiano
- 1991 - Dimitri Gfeller, giocatore di football americano svizzero
- 1991 - Srđan Grabež, calciatore serbo
- 1991 - Jørgen Hammer, ex calciatore norvegese
- 1991 - Quavo, rapper e produttore discografico statunitense
- 1991 - Claudio Mosca, calciatore argentino
- 1991 - Darren Murray, ex nuotatore sudafricano
- 1991 - Milan Rodić, calciatore serbo
- 1991 - Jolanta Siwińska, calciatrice polacca
- 1991 - Claudio Tommasini, cestista italiano
- 1991 - Richard Windbichler, ex calciatore austriaco
- 1991 - Saša Živec, calciatore sloveno
- 1992 - Emaa, cantante rumena
- 1992 - Abdelkader Bedrane, calciatore algerino
- 1992 - Jacopo Dall'Oglio, calciatore italiano
- 1992 - Adriana De Martin, calciatrice italiana
- 1992 - Andrew Farrell, calciatore statunitense
- 1992 - Kirill Grigor'jan, tiratore a segno russo
- 1992 - Stephan Hicks, cestista statunitense
- 1992 - Hong A-ran, ex cestista sudcoreana
- 1992 - Getaneh Kebede, calciatore etiope
- 1992 - DeMarcus Lawrence, giocatore di football americano statunitense
- 1992 - Alessia Longato, calciatrice e ex giocatrice di calcio a 5 italiana
- 1992 - Marlone, calciatore brasiliano
- 1992 - Sanae Motokawa, cestista giapponese
- 1992 - Epp Mäe, lottatrice estone
- 1992 - Daniele Scardina, ex pugile italiano
- 1992 - Wesley dos Santos Rodrigues, calciatore brasiliano
- 1993 - Luis René Barboza, calciatore boliviano
- 1993 - Emir Can İğrek, cantante turco
- 1993 - Elizaveta Golovanova, modella russa
- 1993 - Boglárka Kapás, nuotatrice ungherese
- 1993 - Ander Okamika, ciclista su strada e ex triatleta spagnolo
- 1993 - Christopher Ortiz, cestista statunitense
- 1993 - Mateusz Radecki, calciatore polacco
- 1993 - Martin Ramsland, calciatore norvegese
- 1993 - Lesly de Sa, ex calciatore olandese
- 1993 - Asami Setō, doppiatrice giapponese
- 1993 - Dejvid Sinani, calciatore lussemburghese
- 1993 - Tarik Tissoudali, calciatore marocchino
- 1993 - Hobie Verhulst, calciatore olandese
- 1993 - Keshorn Walcott, giavellottista trinidadiano
- 1993 - Bruno Zuculini, calciatore argentino
- 1994 - Bilel Aouacheria, calciatore francese
- 1994 - Tyler Blackett, calciatore inglese
- 1994 - Elso Brito, calciatore olandese
- 1994 - Lorenzo Buzzi, schermidore italiano
- 1994 - Corey Coleman, ex giocatore di football americano statunitense
- 1994 - Alexander Fransson, calciatore svedese
- 1994 - Ricardo Goss, calciatore sudafricano
- 1994 - Daniel Guedes, calciatore brasiliano
- 1994 - Janik Haberer, calciatore tedesco
- 1994 - Robin Krauße, calciatore tedesco
- 1994 - Andrej Lukić, calciatore croato
- 1994 - Nethaneel Mitchell-Blake, velocista britannico
- 1994 - Alicia Ogoms, pallavolista canadese
- 1994 - Cristian Palomeque, calciatore colombiano
- 1994 - Darwin Pinzón, calciatore panamense
- 1994 - Sheldon Rankins, giocatore di football americano statunitense
- 1994 - Pascal Siakam, cestista camerunese
- 1994 - Dīmītrīs Zīsīs, pallavolista greco
- 1994 - Ambrosij Čačua, calciatore ucraino
- 1995 - Antti Aalto, saltatore con gli sci finlandese
- 1995 - Jakub Arak, calciatore polacco
- 1995 - Cristián Cuevas, calciatore cileno
- 1995 - Vladislavs Gutkovskis, calciatore lettone
- 1995 - Bruno Lulaj, calciatore albanese
- 1995 - Joe Mathis, giocatore di football americano statunitense
- 1995 - Benjamin Nadjem, calciatore afghano
- 1995 - Navai, cantante e rapper russo
- 1995 - Matteo Piccoli, cestista italiano
- 1995 - Willner Rivas, pallavolista venezuelano
- 1995 - Gabriele Rolando, calciatore italiano
- 1995 - Zack Steffen, calciatore statunitense
- 1995 - Miro Tenho, calciatore finlandese
- 1995 - Maciej Urbańczyk, calciatore polacco
- 1995 - Tommaso Zorzi, conduttore televisivo, scrittore e personaggio televisivo italiano
- 1996 - Stefan Babinsky, sciatore alpino austriaco
- 1996 - Cohen Bramall, calciatore inglese
- 1996 - Zach Bryan, cantautore statunitense
- 1996 - Polina Fëdorova, ginnasta russa
- 1996 - György Golomán, cestista ungherese
- 1996 - Jostein Gundersen, calciatore norvegese
- 1996 - Malik Hooker, giocatore di football americano statunitense
- 1996 - Jérôme Lymann, snowboarder svizzero
- 1996 - Tinara Moore, cestista statunitense
- 1996 - Ninho, rapper francese
- 1996 - André Onana, calciatore camerunese
- 1996 - Nina Ortlieb, sciatrice alpina austriaca
- 1996 - Payton Otterdahl, pesista statunitense
- 1996 - Matheus Santana, nuotatore brasiliano
- 1996 - Kirill Smirnov, arciere russo
- 1997 - Christopher Cvetko, calciatore austriaco
- 1997 - Bogi Dallos, cantante e conduttrice televisiva ungherese
- 1997 - Mazen Fayad, calciatore iracheno
- 1997 - Aryana Harvey, calciatrice statunitense
- 1997 - Mohamed Amin Jhinaoui, ostacolista e mezzofondista tunisino
- 1997 - Zak Ketterson, fondista statunitense
- 1997 - Bjorg Lambrecht, ciclista su strada belga († 2019)
- 1997 - Ondřej Mihálik, calciatore ceco
- 1997 - Abdelhak Nouri, ex calciatore olandese
- 1997 - Jorge Fernandes, calciatore portoghese
- 1997 - Giulio Pinali, pallavolista italiano
- 1997 - Austin Riley, giocatore di baseball statunitense
- 1997 - Alan Riou, ciclista su strada francese
- 1997 - Matia Spoliarits, calciatore cipriota
- 1997 - Ryan Strain, calciatore inglese
- 1997 - Herman Tømmeraas, attore, ballerino e modello norvegese
- 1997 - Georgia Willinger, ex sciatrice alpina neozelandese
- 1997 - Luke Winters, sciatore alpino statunitense
- 1997 - Amit Zenati, calciatore israeliano
- 1998 - Alperen Acet, altista turco
- 1998 - Davide Bais, ciclista su strada italiano
- 1998 - César Blackman, calciatore panamense
- 1998 - Raymond Calais, giocatore di football americano statunitense
- 1998 - Caelan Doris, rugbista a 15 irlandese
- 1998 - Jacob Grandison, cestista statunitense
- 1998 - Brandon Jones, giocatore di football americano statunitense
- 1998 - Julian Justvan, calciatore tedesco
- 1998 - Philipp Köhn, calciatore svizzero
- 1998 - Brandon McNulty, ciclista su strada statunitense
- 1998 - Juryj Naŭrozaŭ, tuffatore bielorusso
- 1998 - Baqtııaar Zaınýtdınov, calciatore kazako
- 1998 - Maksim Švjacoŭ, calciatore bielorusso
- 1999 - Hamed Al-Ghamdi, calciatore saudita
- 1999 - Sümeyye Aydoğan, attrice turca
- 1999 - Elaine, cantante sudafricana
- 1999 - Makenson Gletty, multiplista francese
- 1999 - Hamza Rafia, calciatore tunisino
- 1999 - Emil Ruusuvuori, tennista finlandese
- 1999 - Taufee Skandari, calciatore afghano
- 1999 - Hsu Yu-hsiou, tennista taiwanese
- 1999 - Chandler Zavala, giocatore di football americano statunitense
- 2000 - Pascu, calciatore spagnolo
- 2000 - Emmaculate Achol, mezzofondista keniota
- 2000 - Louay Ben Hassine, calciatore tunisino
- 2000 - Franco Catarozzi, calciatore uruguaiano
- 2000 - Simone Deromedis, sciatore freestyle italiano
- 2000 - Biniam Girmay, ciclista su strada eritreo
- 2000 - Ilir Krasniqi, calciatore kosovaro
- 2000 - Seth Lundy, cestista statunitense
- 2000 - Yunusa Muritala, calciatore nigeriano
- 2000 - Rodrigo Riquelme Reche, calciatore spagnolo
- 2000 - Birk Ruud, sciatore freestyle norvegese
- 2000 - Josip Stanišić, calciatore tedesco
- 2000 - Jade Wiel, ciclista su strada e ciclocrossista francese

## XXI secolo(42)
- 2001 - César Araújo, calciatore uruguaiano
- 2001 - Robin Hanson, nuotatore svedese
- 2001 - Ulysses Llanez, calciatore statunitense
- 2001 - Luo Shifang, sollevatrice cinese
- 2001 - Luke McCaffrey, giocatore di football americano statunitense
- 2001 - Ángel Orelién, calciatore panamense
- 2001 - Trey Palmer, giocatore di football americano statunitense
- 2001 - Takeru Ōtsuka, snowboarder giapponese
- 2002 - Elisa Confortola, pattinatrice di short track italiana
- 2002 - Aldo Florenzi, calciatore italiano
- 2002 - Ognjen Gašević, calciatore montenegrino
- 2002 - Marco John, calciatore tedesco
- 2002 - Emma Myers, attrice statunitense
- 2002 - Davide Leonardo Seppi, sciatore alpino italiano
- 2002 - Jamil Siebert, calciatore tedesco
- 2002 - Robert Silaghi, calciatore rumeno
- 2002 - Emiliano Vidart, calciatore uruguaiano
- 2003 - Emin Bayram, calciatore turco
- 2003 - Florent Da Silva, calciatore francese
- 2003 - Ingrid Guerra, calciatrice colombiana
- 2003 - Cheick Keita, calciatore francese
- 2003 - Stav Lemkin, calciatore israeliano
- 2003 - Andrés Romero, calciatore venezuelano
- 2003 - Lucca, calciatore brasiliano
- 2003 - Telasco Segovia, calciatore venezuelano
- 2003 - Alexandr Sojka, calciatore ceco
- 2004 - Sidy Cissoko, cestista francese
- 2004 - Ender Echenique, calciatore venezuelano
- 2004 - Samuel Justo, calciatore portoghese
- 2004 - Dennis Kaygın, calciatore turco
- 2004 - Cheick Konaté, calciatore maliano
- 2004 - Mollie O'Callaghan, nuotatrice australiana
- 2004 - Tiago Machado, calciatore portoghese
- 2004 - Diana Šnajder, tennista russa
- 2005 - Sofia Costoulas, tennista belga
- 2005 - Adrián Liso, calciatore spagnolo
- 2005 - Omer Suljanović, cestista austriaco
- 2005 - Mariella Viale, schermitrice italiana
- 2006 - Aboubacar Ali Abdallah, calciatore francese
- 2006 - Morte di Armita Geravand, curda († 2023)
- 2006 - Alexandra Gleditsch Melgaard, sciatrice alpina norvegese
- 2007 - Brenda Fruhvirtová, tennista ceca